# Helmut Weitz
Helmut Weitz (* 5. Januar 1918 in Düsseldorf; † 22. Mai 1966 in Lüttelforst) war ein deutscher Maler und Grafiker.

## Leben
Weitz war der Sohn des niederrheinischen Kunstmalers Jakob Weitz und besuchte bis 1932 die Oberrealschule Düsseldorf. Helmut Weitz studierte von 1933 bis 1939 Malerei an der Kunstakademie Düsseldorf, unter anderem bei Julius Paul Junghanns, Werner Heuser, Franz Kiederich und Carl Ederer. Seine grafische Ausbildung erhielt er dort bei Otto Coester. Studienreisen führten ihn nach Italien, Spanien, Jugoslawien. Er schuf grafische Zyklen, Zeichnungen mit Feder und in Farben, malte Figuren, Akte, Stillleben, Landschaften und Veduten.
1941 war er auf der Herbstausstellung Düsseldorfer Künstler vertreten, 1942 auf den Ausstellungen Der Rhein und das Reich in Braunschweig sowie Der Deutsche Westen in Köln. 1943 zeigte er in der Galerie von Alex Vömel in etwa 45 Blättern „das ungewöhnlich fesselnde Ergebnis einer Studienreise nach Italien“. Nach schweren Luftangriffen auf Düsseldorf (1943) lebte er mit Robert Pudlich auf dem Schloss Libermé in Belgien, nahe der deutschen Grenze. Dort war Adolf Christmann sein Schüler. Nach dem Krieg gehörte er zu rheinischen Künstlern wie Artur Buschmann, Hermann Hundt, Peter Janssen d. J., Ari Walter Kampf, Heinz May, Kurt Neyers, Lisette Neyers (1919–≈1970), Oswald Petersen, Robert Pudlich und Hans Schröers, die am 22. Dezember 1945 in der Galerie von Hella Nebelung im kriegszerstörten Düsseldorf einen künstlerischen Neuanfang in einer ersten freien, nicht staatlich gelenkten Ausstellung veranstalteten. 1946 zählte er zu den Künstlern der Rheinischen Sezession, die mit einer Ausstellung im wiederaufgebauten Erweiterungsbau der kriegszerstörten Kunsthalle Düsseldorf reaktiviert bzw. neu gegründet wurde. An der Kunstausstellung Eisen und Stahl, die 1952 im Kunstpalast am Düsseldorfer Ehrenhof veranstaltet wurde, nahm er ebenfalls teil.
Weitz war Ehemann der Künstlerin Alice Koch-Gierlichs.

## Werke (Auswahl)
- Gustaf Gründgens als Prinz in „Emilia Galotti“, ca. 1943, Öl auf Leinwand, 100 × 109 cm, Theatermuseum Düsseldorf[11]
- Abendliche Landschaft, 1943, Holz, 71 × 120 cm, Museum Kunstpalast, Düsseldorf
- Stadtbild, 1945, Leinwand, 55,2 × 81,6 cm, Lehmbruck-Museum, Duisburg[12]
- Villa Latina, 1951, 73 × 51 cm, Aquarell und schwarze Tinte auf Aquarellpapier[13]